# Rue du Puits-Vert
La rue du Puits-Vert (en occitan : carrièra del Potz Verd) est une voie de Toulouse, chef-lieu de la région Occitanie, dans le Midi de la France.
Cette rue étroite, à l'écart de la circulation de la rue Saint-Rome, a conservé l'aspect qu'elle avait à la fin du XVIIIe siècle car la plupart des immeubles construits durant ce siècle ont été conservés, avec leurs façades classiques. Elle est aujourd'hui bordée de boutiques et de restaurants.

## Situation et accès

### Description

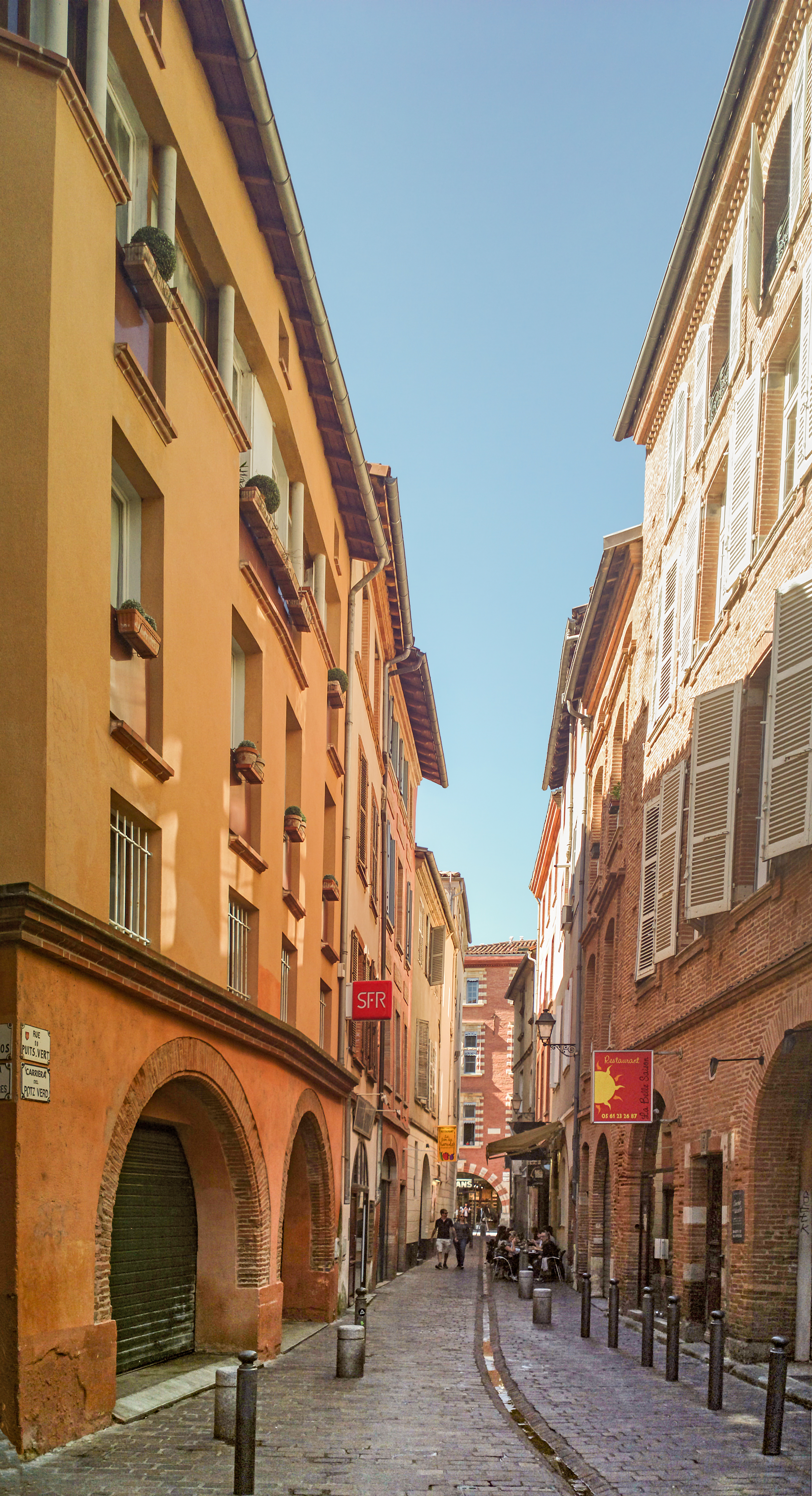
Vue depuis le croisement de la rue des Puits-Clos jusqu'à la rue Saint-Rome.

La rue du Puits-Vert est une voie publique. Elle se trouve au cœur du quartier du Capitole, dans le secteur 1 - Centre.
Longue de 104 mètres, elle naît perpendiculairement à la rue Saint-Rome, presque dans le prolongement de la rue Tripière, et suit un parcours presque rectiligne vers l'est. Relativement étroite, elle n'est large que de 3 à 4 mètres, mais s'élargit au carrefour de la rue des Puits-Clos, avec laquelle elle forme un carrefour connu autrefois comme le carrefour du Puits-Vert. Elle poursuit sa route sur 45 mètres vers l'est et se termine en s'élargissant au croisement de la rue Baronie.
La rue du Puits-Vert est une voie semi-piétonne. La chaussée compte une voie de circulation automobile à sens unique, depuis la rue Saint-Rome vers la rue Baronie. La vitesse y est limitée à 6 km/h. Il n'existe pas de piste, ni de bande cyclable, quoiqu'elle soit à double-sens cyclable.

### Voies rencontrées
La rue du Puits-Vert rencontre les voies suivantes, dans l'ordre des numéros croissants (« g » indique que la rue se situe à gauche, « d » à droite) :
1. Rue Saint-Rome
2. Rue des Puits-Clos
3. Rue Baronie

### Transports
La rue du Puits-Vert n'est pas directement desservie par les transports en commun Tisséo. Elle se trouve cependant à faible distance de la place Étienne-Esquirol, où se trouve la station Esquirol, sur la ligne de métro , ainsi que les arrêts de la ligne de bus 44.
La station de vélos en libre-service VélôToulouse la plus proche est la station no 10 (15 place Étienne-Esquirol).

## Odonymie

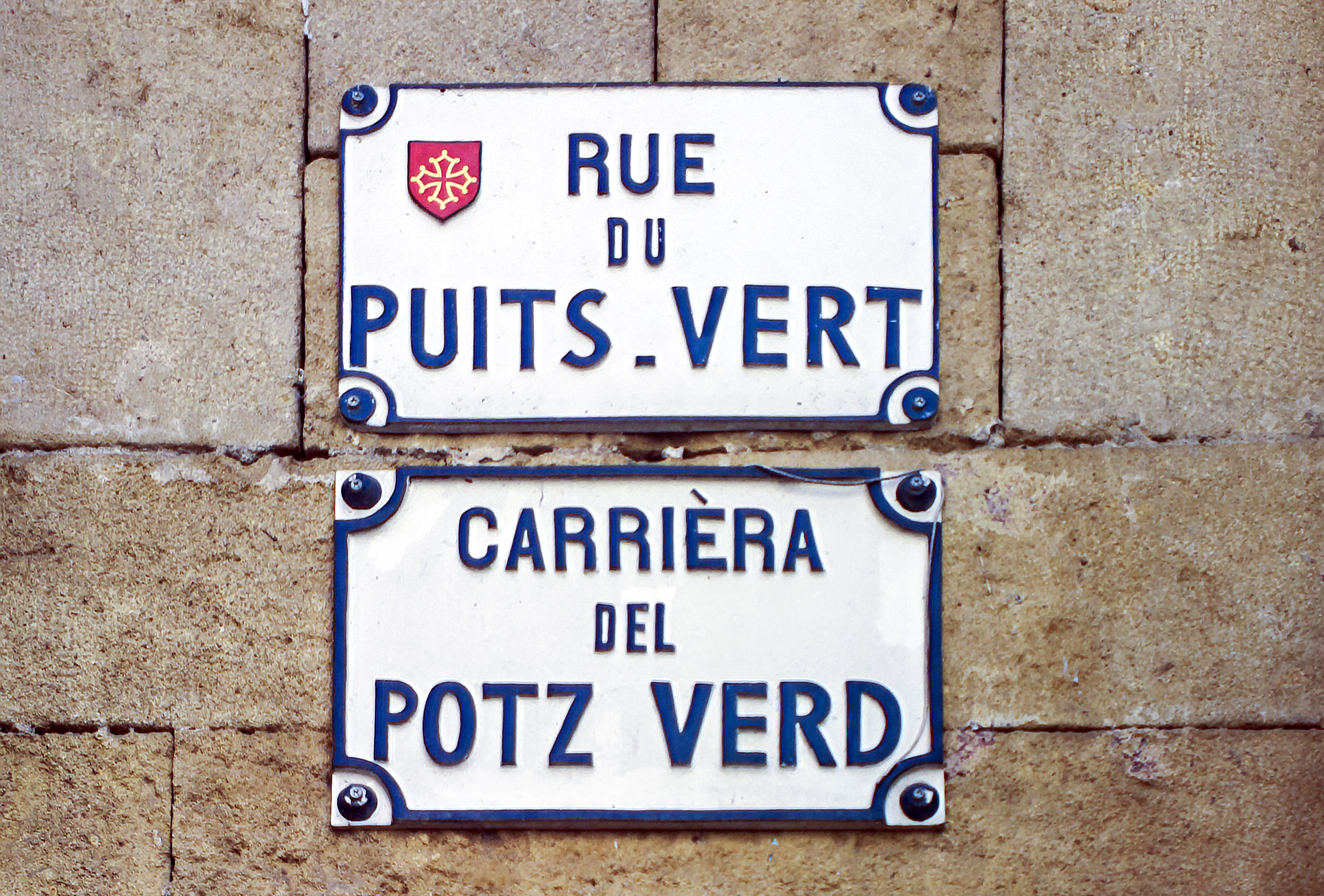
Plaques de rue en français et en occitan.

La rue du Puits-Vert est connue, au XVe siècle, comme la rue Pisse-Aucque (« pisse-oie », de l'occitan pissa et auca), déformé dès la fin du XVIe siècle en Pisselauque. Ce nom était d'ailleurs aussi celui d'une rue du faubourg Saint-Cyprien (actuelle rue Quilméry). À la fin du XVIIe siècle, la partie entre les rues des Puits-Clos et Baronie prend plus particulièrement le nom de rue des Azes ou des Asnes, c'est-à-dire des ânes (ases en occitan). Tout comme l'actuelle rue de ce nom, cette appellation vient des ânes qui servaient à transporter les marchandises et qui étaient attachés dans la rue par leurs propriétaires les jours de marché.
Le 25 avril 1794, pendant la Révolution française, lorsque toutes les rues de Toulouse reçoivent des appellations révolutionnaires, la rue des Asnes prend le nom de rue des Officieux : peut-être s'agit-il d'une référence aux « défenseurs officieux », qui remplacèrent les avocats dans les tribunaux après la suppression de cet ordre en 1791 et la rue de Pisselauque celui de rue Favorable. Ces appellations ne sont cependant pas conservées et en 1806 elles prennent ensemble le nom actuel de rue des Ânes. Mais la population du quartier proteste contre ce nom peu flatteur. C'est finalement celui de Puits-Vert qui est retenu. Elle le devait à un puits public, dont l'armature était peinte en vert, au carrefour de la rue des Puits-Clos. Ce nom de rue du Puits-Vert avait déjà été porté par une partie de la rue des Puits-Clos, entre la rue du Fourbastard et la place Saint-Pantaléon (actuelle place Roger-Salengro),.

## Histoire

### Moyen Âge et période moderne
Au Moyen Âge, la rue du Puits-Vert appartient au capitoulat de la Pierre. Le nom de Pisse-Aucque ou de Pisselauque, qu'on lui donne, rappelle certainement la présence d'un petit puits au faible débit. La population a d'ailleurs accès à un puits public, au carrefour de la rue des Puits-Clos, et au four de Bastard dans la rue voisine. Elle se trouve au cœur du quartier marchand de la ville, à proximité de la Grand-rue (actuelles rues des Changes et Saint-Rome), mais aussi de la rue Peyras, qui relie l'entrée est de la ville, à la porte Saint-Étienne, et les ponts sur la Garonne, Pont-Vieux et pont de la Daurade. La rue est principalement habitée par des marchands. Ce n'est cependant qu'une rue étroite, et les maisons ont généralement leur entrée principale dans les rues voisines.
La rue Pisselauque est touchée plusieurs fois par les incendies, particulièrement lors du Grand incendie de 1463, qui laisse la plupart des maisons détruites, et en 1523. À la suite des règlements capitulaires, les maisons à pans de bois cèdent progressivement la place à la brique, mais elles sont encore nombreuses au XVIe siècle (actuels no 1 et 2). Au cours des siècles suivants, de nouveaux solides immeubles en brique sont construits, particulièrement pour des représentants de l'élite urbaine toulousaine, tel l'avocat au parlement Paul de Tiffy, qui rassemble vers 1670 plusieurs maisons pour bâtir son hôtel particulier entre la rue Peyras et la rue Pisselauque (actuel no 8). Au XVIIIe siècle, les constructions, plus modestes, se poursuivent, donnant à la rue l'aspect qu'elle a conservé (actuels no 1 bis à 7 ; 2 ter et 4). Parmi les personnages notables se distingue Jacques Charentus, procureur au parlement et capitoul en 1545, mort de la peste cette année-là, comme le capitoul Jean de Pins, en portant secours aux habitants.

### Époque contemporaine
Dans la première moitié du XIXe siècle, la municipalité toulousaine mène un vaste projet d'élargissement des voies, afin de faciliter le transport et les déplacements. Du côté est de la rue du Puits-Vert, la largeur est portée à 7 mètres et de nouveaux immeubles sont progressivement élevés dans les styles néo-classique (actuels no 9 et 11) ou néo-Renaissance (actuel no 10). Les travaux ne sont cependant poursuivis au-delà et la rue conserve son étroitesse sur la plus grande longueur de son parcours. Elle est encore peuplée principalement d'artisans, tanneurs de peaux, menuisiers, mais aussi des avocats.
Dans les années 2000, la rue du Puits-Vert bénéficie, comme les rues voisines, de la piétonisation du cœur historique entre la place Étienne-Esquirol et la place du Capitole. Elle abrite aujourd'hui des boutiques et plusieurs restaurants, particulièrement La Faim des Haricots, plus ancien restaurant végétarien de la ville, ouvert en 1996.

## Patrimoine et lieux d'intérêt
- no  1 : immeuble.

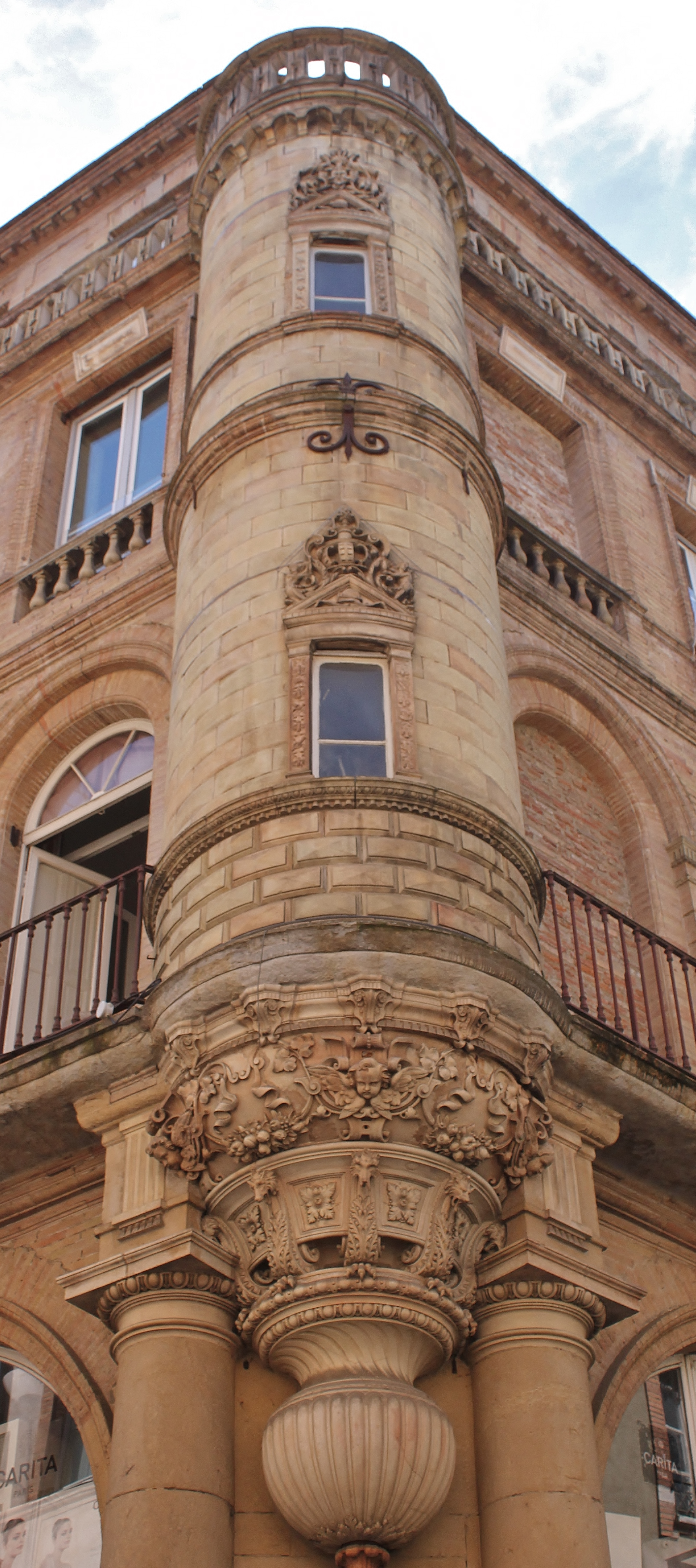
no 10 : détail de la tourelle à l'angle de la rue Baronie.

L'immeuble, en corondage, est construit à l'angle de la rue Saint-Rome (actuel no 6). Il s'élève sur quatre niveaux : un sous-sol, un rez-de-chaussée et deux étages. Aux étages, séparés par des cordons de bois, le pan de bois est à grille et croix de Saint-André, hourdé de brique. Au 2e étage, deux fenêtres à meneaux en bois sont encadrées de pilastres cannelés[10].

- no  8 : hôtel Tiffy – Duclos de Bouillas. 
Vers 1670, l'avocat au parlement Paul de Tiffy, capitoul en 1673-1674, achète plusieurs immeubles qu'il réunit pour bâtir son hôtel particulier. En 1696, il est revendu par sa veuve à Pierre Colomès, capitoul en 1687-1688. Il reste dans la famille de Colomès jusqu'en 1746, date à laquelle il est acheté à Joseph Colomès de Laréole par Barthélémy Duclos, baron de Laas. Son frère, Joseph Duclos de Bouillas, acquiert la moitié de l'hôtel après 1759 et réalise mène campagnes de travaux pour agrandir et remanier le bâtiment. 
L'hôtel, de style classique, occupe presque tout le moulon entre les rues Peyras, des Puits-Clos et du Puits-Vert, mais c'est sur la première que s'ouvre l'entrée principale. La façade sur la rue du Puits-Vert se compose de deux corps de bâtiment. Le premier, au carrefour de la rue des Puits-Clos, se développe sur quatre travées et trois étages, couronnés par une corniche à denticules. Au rez-de-chaussée, deux arcades de boutiques encadrent un portail dont les pieds-droits sont en brique et pierre alternée, vouté en plein cintre et surmonté d'une corniche[11],[12].

- no  10 : immeuble. 
L'immeuble se situe à l'angle de la rue Baronie, où se situe l'entrée principale. Il est orné d'un décor de style néo-Renaissance en céramique, caractéristique du milieu du XIXe siècle, provenant de la fabrique Virebent, qui se concentre sur la tourelle et la travée centrale. Du rez-de-chaussée, construit en pierre, partent des colonnes engagées en pierre, séparant les arcades qui embrassent les boutiques et l'entresol. Le reste des élévations est construit en brique claire. 
La façade sur la rue du Puits-Vert compte quatre travées. Les fenêtres du 1er étage sont en plein cintre et pourvues d'un balcon continu avec un garde-corps en fonte. Au 2e étage, les fenêtres sont rectangulaires et ornées de garde-corps à balustres. Le 3e étage est pourvu d'une balustrade continue. La tourelle, construite en brique et terre cuite avec des bossages imitant la pierre, rappelle celles du château de Launaguet. Elle repose sur un cul-de-lampe qui se termine par une pomme de pin, richement orné au premier registre de têtes d'ange, de corbeilles de fruits, de feuillages et de rubans, au second de caissons ornés de feuilles et séparés par des consoles à têtes et pattes de dragon. Les piédroits des fenêtres sont ornés d'une frise de grotesque, les frontons sont décorés de têtes humaines et d'animaux fabuleux dans des rinceaux[13].